# 一龍齋貞友
一龍齋貞友（日语：／ Ichiryūsai Teiyū，1958年6月20日—），日本女性配音員、旁白、講談師。出身於大阪府。身高158cm。A型血。

## 經歷、人物
本名鈴木三枝子，出道以來換過三次藝名。1981年至1985年藝名鈴木三枝，1985年至1998年藝名鈴木（把姓氏後面名字的漢字換成平假名）。
現為自由身，原Production baobab所屬。師傅為日本在地國寶級講談師第6代一龍齋貞水。
興趣：觀賞戲劇、跳日本舞。

### 講談師經歴
- 1992年：從第6代一龍齋貞水門下入門，名號貞友（ていゆう）[1]。
- 1993年：初登舞台[1]。
- 1996年：晉升二目[注 2]。
- 1998年：藝名改為一龍齋貞友。
- 2004年：晉升真打[1]。

### 特色、逸事、交友關係
從事配音以來廣泛為少許幼稚、天然呆的角色獻聲。不僅如此，還有粗心大意但個性活潑的少年和嚴厲之中帶著溫厚個性的母親。
她為人熟悉的代表配音作品是許多部國民長壽動畫的主要角色，有《櫻桃小丸子》主角櫻桃子的媽媽〈櫻菫〉、《蠟筆小新》正男〈佐藤正男〉、《忍者亂太郎》的福富新兵衛。不僅如此，《蠟筆小新》的作者臼井儀人曾在電視動畫剛開播期間，在自己的漫畫裡面發表祝賀詞「貞友祝·真打昇格」向她祝賀。
除了日本動畫之外，曾為英國作家J·K·羅琳原作小說改編電影系列《哈利·波特》主角榮恩·衛斯理的母親茉莉進行日語配音。
即使在成為講談師之前鮮少露面演出，但還是常和高山南、田中真弓、松尾銀三一起參加《忍者亂太郎》的相關活動。另外常和高山在《忍者亂太郎》以外的作品飾演朋友或者是競爭對手關係的角色。
特長：芭蕾舞、日本舞、大阪方言、京都方言、山形方言。

## 演出
粗體字表示主要角色。

### 電視動畫
1981年
- 怪物王子 (1980年版)
- 福星小子（大神 等）
- 真知子老師（丸子）

1982年
- 大口妹（日语：あさりちゃん）（大泉坎太郎、隊長、蛤、播報員）
- 阿波羅之女（小孩、奧尼佐〈少年時期〉）
- 電子神童（小孩、豬、女孩子、少年、猴子）
- 手塚治虫的吸血鬼在日本
- The♥南瓜酒（純）
- 忍者男子一平（日语：忍者マン一平）（風摩）
- 一津星世家的無敵奶奶（日语：一ッ星家のウルトラ婆さん）（一津星健一）
- 阿福（日语：フクちゃん）（扭蛋代）
- 南方彩虹的露西（比利、托比·波普爾）

1983年
- 騎士愛我（日语：愛してナイト）（五十鈴、龔太）
- 阿爾卑斯物語 我的安妮特（安東）
- 足球小將翼 (昭和版)（松山光、浦邊反次）
- 小超人帕門 (1983年版)（三重春三 等）

1984年
- 怪貓豬油糕（日语：オヨネコぶーにゃん）（小孩）
- 北斗神拳（1984～1987，帕德（日语：バット (北斗の拳)））
- 請多指教跑車郎中（日语：よろしくメカドック）（月成彥六）

1985年
- 莎拉公主（佩琪）

1986年
- 加油！吉塔斯（濱本直人）
- 聖鬥士星矢（狐狸座的大地）
- 莫克和甜甜
- 機器勇士（商標）

1987年
- 超能力魔美（奧勞曼）
- 城市獵人（花江）
- 妙手小廚師（1987～1989，堺一馬）

1988年
- 小公子西迪（彼得）
- 鬥將!! 拉麵男（榨菜）
- 變形金剛：超神 Master Force（陳）
- 名門！第三野球部（日语：名門!第三野球部）（白石〈兄〉）

1989年
- 惡魔君（大口童子）
- 新仙魔大戰（蝸牛念）
- 麵包超人（1989～2021，變身小子、肥皂泡人〈初代〉、風小僧、金平糖小姐、勘三郎〈初代〉、菠菜廚師、妖精巴克〈第2代〉）
- 超時空遊俠（弗洛里貢特公主）
- 比利犬商會（日语：ビリ犬）（菊麻呂）
- 魔法使莎莉 (1989年版)（花村良子）
- 守護神哈特（日语：まじかるハット）（科瓦爾弧線）
- YAWARA！（南田陽子）
- 亂馬½ 熱鬥篇

1990年
- 美味大挑戰（金澤）
- 櫻桃小丸子（1990～，媽媽〈櫻菫〉[4][5]、柳川、荒井、弘志、小川、小杉太[5]）2系列
- 大耳鼠（春日惠理的兒子、點擊）
- 神通小精靈（ライバー）
- 魔法天使甜蜜薄荷（日语：魔法のエンジェルスイートミント）（安格萊斯）
- 夠了！阿太郎 (1990年版)（日语：もーれつア太郎）（神的徒弟）

1991年
- 美味大挑戰（溝木圭子）
- 少年阿貝（日语：少年アシベ）（阿南、坂田兄、的母親）
- 21衛門（新郎、美江）
- 丸出日太夫（諾羅利、主婦、雷公的太太）

1992年
- 妙廚老爹（大介）
- 蠟筆小新（1992～，正男〈佐藤正男〉）
- 夢幻冒險 長靴貓的冒險

1993年
- 忍者亂太郎（1993～，福富新兵衛、松茸城少主〈第2代〉）

1994年
- 今天的小京（日语：きょうふのキョーちゃん）（新一的母親、和口秋子、小森幸子、木久藏（日语：林家木久扇））

1995年
- Oz Kids（日语：オズ・キッズ）（奧托）
- 熱鬥小馬（輝）

1999年
- 炸彈人 彈珠人爆外傳V（ママゴン）

2000年
- 科學小飛喵（旁白、洽米、 等）

2003年
- 名偵探柯南（伊藤美沙里）

2004年
- 完美超人Joe（歐巴隆）

2005年
- Keroro軍曹（ミネミネ）
- 怪醫黑傑克（橫山英三〈少年時期〉）

2006年
- 怪傑佐羅利（さとちゃん）

2008年
- 地獄少女 三鼎（新谷滿）

2009年
- 怪談餐館（河童）

2013年
- 銀魂'（鈴蘭）

2015年
- 海螺小姐（花澤花子〈代替〉）[注 3]

2016年
- 忍者亂太郎的宇宙大冒險 with CosmicFront☆NEXT（日语：コズミックフロント☆NEXT） 千鈞一髮的黑洞危機?! 之卷（福富新兵衛）

2018年
- 溫泉屋小女將（田島悅子[6]）

### 電影動畫
1981年
- 21衛門：前往宇宙一路順風！（接力棒女孩）

1986年
- 劇場版 北斗神拳（日语：北斗の拳 (1986年の映画)）（帕德）

1988年
- 佩約羅家族晉見！（日语：ぴーひょろ一家）（恭太）

1990年
- 櫻桃小丸子：友情歲月（日语：ちびまる子ちゃん (映画)）（媽媽〈櫻菫〉[7]）

1991年
- 機動戰士鋼彈F91（瑪努艾拉·帕諾帕）
- 哆啦A夢：大雄的天方夜譚（神燈精靈）

1992年
- 櫻桃小丸子：我最喜歡的歌（媽媽〈櫻菫〉）
- 神通小精靈：喜歡，喜歡，我喜歡章魚燒！（日语：まじかる☆タルるートくん すき・すき タコ焼きっ!）

1993年
- 蠟筆小新系列（1993～，正男〈佐藤正男〉）[注 4]
  - 第10部：風起雲湧！壯烈！戰國大會戰（大正）
- 麵包超人：恐龍諾西歷險記（日语：それいけ!アンパンマン 恐竜ノッシーの大冒険）
- 哆啦A夢：大雄與白金迷宮（達普）

1995年
- 2112年哆啦A夢的誕生（哆啦里紐）

1996年
- 哆啦美與哆啦A夢七小子：機器人學校七大不可思議（哆啦里紐）
- 劇場版 忍者亂太郎（日语：映画 忍たま乱太郎）（福富新兵衛）

1997年
- 劇場版 甜心戰士F（ビートルママ）
- 哆啦A夢七小子：怪盜哆啦邦謎樣的挑戰書（哆啦里紐）
- 地球搖動的日子（日语：地球が動いた日）（和幸的母親）

1998年
- 哆啦A夢七小子：蟲蟲大作戰（哆啦里紐）

1999年
- 哆啦A夢七小子：點心娜娜王國（哆啦里紐）

2000年
- 哆啦A夢七小子：火車大暴走（哆啦里紐）

2001年
- 哆啦美與哆啦A夢七小子：宇宙樂園之千鈞一髮（哆啦里紐）

2003年
- 名偵探柯南：迷宮的十字路（櫻屋的女將）

2011年
- 劇場版 忍者亂太郎：忍術學園全員出動之卷！（福富新兵衛[8]）

2015年
- 櫻桃小丸子：來自義大利的少年（媽媽〈櫻菫〉[9]、小杉太）

2016年
- 彩色忍者色卷（黃色卷）

2018年
- 溫泉屋小女將（田島悅子[10]）

2023年
- 閣樓的拉傑（骨っこガリガリ[11]）

2024年
- 劇場版 忍者亂太郎 毒竹忍者隊最強之軍師（福富新兵衛[12]）

### OVA
1988年
- 現世守護神 佩約羅家族（日语：ぴーひょろ一家）（恭太）

1990年
- 惡魔人 妖鳥死麗濡篇（タレちゃん）
- 天外魔境 自來也朧變化（腰元A）

1991年
- 奇兵大冒險 風之塔（摩卡）
- 叢林大戰（日语：ジャングルウォーズ）（佐助[13]）
- 永井豪的Q版世界（文太）

1995年
- （波波洛）

### 網路動畫
- 蠟筆小新外傳 玩具大戰（日语：クレヨンしんちゃん外伝 おもちゃウォーズ）（2016年，佐藤正男）

### 遊戲
1995年
- 櫻桃小丸子的繪圖日記世界（媽媽〈櫻菫〉）
- 哆啦A夢：友情傳說七小子（日语：ドラえもん 友情伝説ザ・ドラえもんズ）（哆啦尼可夫、哆啦里紐）

1996年
- 櫻桃小丸子 豪華益智問答（媽媽〈櫻菫〉）

2000年
- 北斗神拳 世紀末救世主傳說（日语：北斗の拳 世紀末救世主伝説）（帕德）

2001年
- 兒童劇場 蠟筆小新動手做（日语：キッズステーション クレヨンしんちゃん オラとおもいでつくるゾ!）（正男〈佐藤正男〉）
- 捷克與達斯特 舊世界的遺產（日语：ジャック×ダクスター 旧世界の遺産）（達斯特）

2003年
- 捷克與達斯特2（日语：ジャック×ダクスター2）（達斯特）

2005年
- 拉吉亞達物語（日语：ラジアータ ストーリーズ）（丹尼爾）

2006年
- 蠟筆小新：最強家族春日部之王Wii（日语：クレヨンしんちゃん 最強家族カスカベキング うぃ〜）（正男〈佐藤正男〉）
- 蠟筆小新：驚奇園地的傳說大絕戰！（日语：クレヨンしんちゃん 伝説を呼ぶ オマケの都ショックガーン!）（正男〈佐藤正男〉）

2007年
- SD鋼彈 G世代 SPIRITS（瑪努艾拉·帕諾帕、電信）
- 蠟筆小新DS：呼風喚雨的蠟筆大作戰！（日语：クレヨンしんちゃんDS 嵐を呼ぶ ぬってクレヨ〜ン大作戦!）（正男〈佐藤正男〉）

2008年
- 蠟筆小新：呼風喚雨的電影樂園大挑戰！（日语：クレヨンしんちゃん 嵐を呼ぶ シネマランド カチンコガチンコ大活劇!）（正男〈佐藤正男〉）

2009年
- 蠟筆小新：黏土造型大變身！（日语：クレヨンしんちゃん 嵐を呼ぶ ねんどろろ〜ん大変身!）（正男〈佐藤正男〉）
- 捷克與達斯特：失落的邊境（日语：ジャック×ダクスター 〜エルフとイタチの大冒険〜）（達斯特）
- 櫻桃小丸子DS 小丸子的市鎮（媽媽〈櫻菫〉、小杉太）

2010年
- 蠟筆小新：呆呆忍者傳前進吧！春日部忍者隊！（日语：クレヨンしんちゃん おバカ大忍伝 すすめ!カスカベ忍者隊!）（正男〈佐藤正男〉）
- 蠟筆小新：驚奇園地的傳說大絕戰！（日语：クレヨンしんちゃん 伝説を呼ぶ オマケの都ショックガーン!）（正男〈佐藤正男〉）
- 忍者亂太郎：學園對抗戰方塊之卷！（福富新兵衛）

2011年
- 加欽科移動英雄（日语：ガチンコヒーローズ）（達斯特）
- 蠟筆小新：宇宙功夫!?友情的笨蛋空手道!!（日语：クレヨンしんちゃん 宇宙DEアチョー!? 友情のおバカラテ!!）（正男〈佐藤正男〉）

2013年
- PlayStation全明星大亂鬥（達斯特）

2014年
- 蠟筆小新：呼風喚雨春日部電影明星！（日语：クレヨンしんちゃん 嵐を呼ぶ カスカベ映画スターズ!）（正男〈佐藤正男〉[14]）

2017年
- 足球小將翼 ～奮戰夢幻隊～（松山光、浦邊反次[15]）
- 蠟筆小新：沸騰！關東煮大混亂!!（正男〈佐藤正男〉）

2018年
- 銀魂亂舞（鈴蘭）

### 外語配音

#### 演員
茱莉·沃爾特斯
- 哈利·波特系列（茉莉·衛斯理）
  - 哈利·波特：消失的密室
  - 哈利波特：死神的聖物Ⅰ
  - 哈利波特：死神的聖物Ⅱ
  - 哈利·波特：混血王子的背叛[16]
  - 哈利·波特：鳳凰會的密令
  - 哈利·波特：神秘的魔法石
  - 哈利·波特：阿茲卡班的逃犯
- 媽媽咪呀（羅茜·穆里根）

#### 電影
- 霸凌女教師（英语：Bad Teacher）（林恩·戴維斯〈菲里斯·史密斯（英语：Phyllis Smith）〉）
- 007：金鋼鑽（贊珀、少年）※TBS新錄製版。
- 開放的美國學府 ※富士電視台版。
- 北斗神拳（帕德（日语：バット (北斗の拳)）〈但丁·巴斯科（英语：Dante Basco）〉）
- 梔子花（英语：Gardenia (film)）（吉娜、少年、托普西）※TBS版。
- 漢娜姊妹（蓋爾〈朱莉·卡夫納（英语：Julie Kavner）〉、女孩子1）※朝日電視台版[注 5]。
- 人皮殺手（英语：In the Light of the Moon）（科萊特·馬歇爾〈卡羅爾·曼塞爾（英语：Carol Mansell）〉）
- 樸克誤我卅年（英语：Lookin' to Get Out）（吉普車的年輕女子〈瑪奇琳·伯特蘭（英语：Marcheline Bertrand）〉、托什·華納〈安潔莉娜·裘莉〉）
- 錦城春色（露西〈艾麗斯·皮爾斯〉）※日本電視台版。
- 制裁者（湯米·法蘭柯〈布賴恩·魯尼（英语：Brian Rooney (actor)）〉）
- 天兆（納敦太太〈瑪麗恩·麥考瑞（英语：Marion McCorry）〉）※富士電視台版。
- 小鬼也摩登（英语：Son of the Mask） ※日本電視台版。
- 蜘蛛人（受理小姐〈奧塔薇亞·史班森〉）
- 坦妮布麗（波浪號〈蜜蕾拉·德安傑洛（英语：Mirella D'Angelo）〉）※TBS版[注 6]。
- 少棒闖天下（英语：The Bad News Bears） ※朝日電視台版。
- 大魔域3：飛進未來（英语：The NeverEnding Story III）（簡·布克斯〈特蕾西·埃利斯（英语：Tracey Ellis）〉）※影碟版。
- 這個殺手不太冷（少年）※朝日電視台版。
- 塔（日语：タワー (1993年の映画)）（莎莉〈安娜貝爾·葛維奇（英语：Annabelle Gurwitch）〉）
- 男人百分百（瑪戈〈瓦萊麗·珀賴因〉）※日本電視台版。

#### 電視影集
- 異世奇人（瑪格麗特·布萊恩〈安妮特·巴德蘭（英语：Annette Badland）〉）
- 急診室的春天（第11季：珍妮爾·帕克森〈琪琪·帕爾默（英语：Keke Palmer）〉、第15季：茉莉〈米蘭達·梅〉、女性警官）
- 說書人（英语：The Storyteller (TV series)）（農夫的妻子、王妃）

#### 動畫
- 阿拉丁（拉娜）
- 草地英熊（英语：The Country Bears）（巴林頓太太〈梅根·菲（英语：Meagen Fay）〉）
- 雞與牛（牛）
- 小小馬戲屋（英语：JoJo's Circus）（克爾斯普拉茨基老師〈傑恩·伊斯特伍德（英语：Jayne Eastwood）〉）
- 花生漫畫（謝勒德）
  - 一個叫查理布朗的男孩（英语：A Boy named Charlie Brown）
  - 史努比，回家吧（英语：Snoopy, Come Home）
- 湯姆貓與傑利鼠：海盜尋寶（英语：Tom and Jerry: Shiver Me Whiskers）（青色鸚鵡〈凱西·納吉米（英语：Kathy Najimy）〉）

### 特攝影集
- 唱歌吧！大龍宮城（1992年，唱歌跳舞蔬菜們的聲音）

### 廣播節目
- Sunday Jockey（日语：サンデージョッキー）（NHK第一電台）
- 四號 中山（日语：四番 なかやま）（TBS廣播）
- 言語教室（日语：ことばの教室）（NHK第2廣播）

### CD
- 進研講座（日语：進研ゼミ）挑戰3年級計算神戶大師DX 拯救格拉斯公主！栗井馆的重擊冒險（栗井館）
- 忍者亂太郎 廣播劇CD系列（福富新兵衛）
- 鬼之尊多拉布 ～獸之森林事件帖（日语：そこのけもののけ事件帖） 番外篇（解說、演技指導）

### 旁白
TBS電視網
- TBS
  - N Star（日语：Nスタ）（2010年4月－2013年3月期間擔任）
  - Fami☆Pyo（日语：ファミ☆ピョン）
  - 世界整個How Much（日语：世界まるごとHOWマッチ）

- MBS
  - 前進世界各地日本人大挑戰（日语：さまぁ〜ずの世界のすげぇにツイテッタ〜）

NHK系列
- asaichi（日语：あさイチ）（NHK）※同時在每週四定期播送的單元「“日本”導航」登場角色「布塔曼」獻聲（出外景進行超級市場的訪問時）。
- 愛知發地區電視劇“深夜中的超級跑車（日语：真夜中のスーパーカー）”放送之前特輯 「愛上一輛復古車！」（NHK BS Premium）

東京電視網
- （東京電視台，地旅旁白）
- 出發吧！隨心所欲的趣味旅行（BS JAPAN，2015年10月－2016年3月）

其它電視台
- PRIME news evening（日语：プライムニュース イブニング） 2018年4月負責娛樂消息 PRIME WIDE（富士電視台）

其它媒體
- 網路動畫 異世界居酒屋 ～古都阿伊特力亞的居酒屋阿信～（實境章節出演）
- 電影 家族之苦III（預告片旁白）

### 電視劇
- 山河燃燒
- 春之波濤
- 爸爸是主播（日语：パパはニュースキャスター）（鏡龍太郎的粉絲）－僅聲音演出。
- 世界奇妙物語 20週年春季特別篇 ～熱門節目競賽篇～「能見到小丸子的街道」（媽媽〈櫻菫〉）－僅聲音演出。

### 其它
- MentoreG（日语：メントレG）（富士電視台）航海家「可可」的配音，「T-U」名義。
- 快感MAP（日语：快感MAP）（朝日電視台）
- 溜池Now（日语：溜池Now）（GYAO（日语：GYAO!#GyaO））於第39－41回「防滑鬼故事Vol.1－3」參加演出。
- 天才兒童MAX（NHK教育）2009年5月21日，以和忍蛋相關的身分參加演出。
- 成切！慕顏生活的校園（日语：なりきり!むーにゃん生きもの学園）（NHK教育）慕顏（配音）
- 好侍食品 營養強化米 （人偶的配音）（電視廣告，2016年）
- 話說之旅（日语：おはなしの旅）「牛方與山場」（解說）

## 腳註

## 外部連結
- （日語）－講談師：一龍齋貞友（鈴木三枝）的官方網站。
- 一龍齋貞友（講談協會官方網站）（页面存档备份，存于） （日語）